# Haltérophilie aux Jeux olympiques d'été de 2012 - Moins de 75 kg femmes
Navigation
Pékin 2008 Rio de Janeiro 2016
L'épreuve des moins de 75 kg en haltérophilie des Jeux olympiques d'été de 2012 a lieu le 3 août dans le ExCeL de Londres.

## Médaillés
| Or             | Argent            | Bronze        |
| Lidia Valentín | Abeer Abdelrahman | Madias Nzesso |

## Calendrier
Toutes les heures sont en British Summer Time (UTC+1).
| Date                 | Heure           | Tour              |
| -------------------- | --------------- | ----------------- |
| Vendredi 3 août 2012 | 12 h 30 15 h 30 | Groupe B Groupe A |

## Résultats
| Rang                                | Athlète               | Pays                | Groupe | Poids | Arraché (kg) | Arraché (kg) | Arraché (kg) | Arraché (kg) | Épaulé-jeté (kg) | Épaulé-jeté (kg) | Épaulé-jeté (kg) | Épaulé-jeté (kg) | Total |
| Rang                                | Athlète               | Pays                | Groupe | Poids | 1            | 2            | 3            | Résultat     | 1                | 2                | 3                | Résultat         | Total |
| ----------------------------------- | --------------------- | ------------------- | ------ | ----- | ------------ | ------------ | ------------ | ------------ | ---------------- | ---------------- | ---------------- | ---------------- | ----- |
| Médaille d'or, Jeux olympiques      | Lidia Valentín        | Espagne             | A      |       | 115          | 115          | 120          | 120          | 140              | 145              | 148              | 145              | 265   |
| Médaille d'argent, Jeux olympiques  | Abeer Abdelrahman     | Égypte              | A      |       | 112          | 116          | 118          | 118          | 140              | 148              | 151              | 140              | 258   |
| Médaille de bronze, Jeux olympiques | Madias Nzesso         | Cameroun            | B      |       | 105          | 110          | 115          | 115          | 131              | 136              | 140              | 131              | 246   |
| 4                                   | Ewa Mizdal            | Pologne             | A      |       | 100          | 102          | 104          | 104          | 127              | 132              | 132              | 127              | 231   |
| 5                                   | Jaqueline Ferreira    | Brésil              | B      |       | 95           | 100          | 102          | 102          | 121              | 126              | 128              | 128              | 230   |
| 6                                   | María Fernanda Valdés | Chili               | B      |       | 96           | 100          | 100          | 96           | 120              | 127              | 131              | 127              | 223   |
| 7                                   | Lim Ji-Hye            | Corée du Sud        | B      |       | 97           | 102          | 103          | 97           | 125              | 126              | 132              | 126              | 223   |
| 8                                   | Thuraia Sobh          | Syrie               | B      |       | 80           | 86           | 91           | 86           | 105              | 113              | 115              | 115              | 201   |
| 9                                   | Khadija Mohammed      | Émirats arabes unis | B      |       | 47           | 51           | 53           | 51           | 53               | 58               | 62               | 62               | 113   |
| –                                   | Nadezhda Yevstyukhina | Russie              | A      |       | 125          | 125          | 125          | —            | —                | —                | —                | —                | Abd   |
| –                                   | Svetlana Podobedova   | Kazakhstan          | A      |       | 126          | 126          | 130          | 130          | 150              | 156              | 161              | 161              | DSQ   |
| –                                   | Natalia Zabolotnaya   | Russie              | A      |       | 125          | 128          | 131          | 131          | 147              | 15               | 160              | 160              | DSQ   |
| –                                   | Iryna Kulesha         | Biélorussie         | A      |       | 116          | 121          | 125          | 121          | 140              | 145              | 148              | 148              | DSQ   |